# Björn Bjuggren
Björn Gustaf Eriksson Bjuggren, "Bjuggas", född 29 januari 1904 i Karlsborg, död 4 april 1968 i Stockholm, var en svensk flygare, militär och generallöjtnant. 

## Biografi
Bjuggren utnämndes till officer i Fortifikationen 1924 och blev löjtnant 1928, inledningsvis vid Fortifikationen och 1934 i Flygvapnet. Efter flygskolan, Artilleri- och ingenjörhögskolan, Kungliga Tekniska högskolan och Krigshögskolan utnämndes han till kapten i Flygvapnet 1937. Under 1934 genomförde han försök att öka bombflygplanens precision med införandet av störtbombfällningstaktiken. Under 1939–1940 medverkade han som stabschef i Svenska frivilligflottiljen i Finland (F 19). Han var 1940–1941 chef för den kommission som genomförde inköpen av Caproni Ca.313 och Reggiane Re.2000 i Italien.
Han blev major 1941, var flottiljchef för Jämtlands flygflottilj (F 4) åren 1942–1947, från 1943 som överstelöjtnant och från 1946 som överste. Under hans tid vid Jämtlands flygflottilj var han även Chef för Norra flygbasområdet (Flybo N) åren 1943 och 1944. Han blev chef för Flygkrigshögskolan (FKHS) 1947, och därefter eskaderchef vid Första flygeskadern, och generalmajor 1952, och stannade på posten till 1964, då han blev generallöjtnant i reserven. Den 1 januari 1965 tillträdde han posten som krigsmaterielinspektör och förblev på posten till sin död 4 april 1968.
Bjuggren omnämns ibland som "det moderna svenska attackflygets fader". Han invaldes 1945 som ledamot av Kungliga Krigsvetenskapsakademien.
Björn Bjuggren var son till överste Erik Bjuggren och Ketty Ellsén. Han var gift första gången 1928–1932 med Ingert Malmberg (1908–1967), dotter till musikskriftställaren Helge Malmberg och skådespelerskan Anna Rosenbaum, samt andra gången från 1933 med danskonstnären Jeanna Falk (1901–1980). Makarna är begravda på Lidingö kyrkogård.

## Utmärkelser
- Kommendör med stora korset av Svärdsorden, 6 juni 1964.[4]